# ألبرت كينت
ألبرت كينت (بالإنجليزية: Albert Kent)‏ هو مجدف كندي، ولد في 4 نوفمبر 1877 في تورونتو في كندا، وتوفي بنفس المكان في 15 أكتوبر 1923.

## وصلات خارجية
- ألبرت كينت على موقع الاتحاد الدولي للتجديف (الإنجليزية)
- ألبرت كينت على موقع اللجنة الأولمبية الدولية (الإنجليزية)
- ألبرت كينت على موقع أوليمبيديا (الإنجليزية)